# L'Herbe bleue
L’Herbe bleue (Go Ask Alice) est un livre publié anonymement comme le journal intime d'une fille de quinze ans en 1971, mais qui a depuis été attribué à la romancière américaine Beatrice Sparks. La traduction française, de France-Marie Watkins, est parue en 1972.
Ce n'est que quelques années après la parution du livre que Beatrice Sparks (1917-2012) reconnaît en être l'auteur. Elle explique alors, dans une interview, que le livre se composait en partie du journal intime d'une de ses patientes mais également d'événements fictifs inspirés par son travail avec d'autres adolescents en difficulté.
Sparks raconte que son expérience professionnelle l'a amenée à écrire des contes destinés à éviter à d'autres jeunes de connaître les mêmes problèmes.[réf. souhaitée] De confession mormone, elle cherche à mettre en garde la jeunesse contre des risques divers dans des livres quelque peu moralisateurs et puritains.

## Titre
Le titre original du livre, Go Ask Alice, fait référence à la chanson White Rabbit du groupe Jefferson Airplane, parue sur l'album Surrealistic Pillow en 1967, dont le thème est la prise de drogue et ses effets hallucinogènes. White Rabbit étant une allusion directe au Lapin blanc d'Alice au pays des merveilles de Lewis Carroll.

## L'histoire
Un soir, une jeune fille de quinze ans mal dans sa peau est invitée à une soirée. Elle joue au jeu « il court le furet », elle ne le sait pas mais, dans dix des quatorze verres, il y a du LSD. C'est sa première prise de drogue, à son insu. Elle y prend goût et tout s'enchaîne très vite : elle se drogue de plus en plus souvent, développe une addiction, quitte ses parents, rencontre des mauvaises personnes, vend sa « came » et se retrouve presque à la rue. « Quand on a commencé, il n'y a plus de vie possible sans drogue, mais c'est une existence d'esclave. Et pourtant, je suis ravie d'y retourner. Heureuse ! Heureuse ! Ça n'a jamais été mieux qu'hier soir. Chaque nouvelle fois est la meilleure. » Elle fait de nombreuses tentatives pour arrêter de se droguer et finit dans un asile psychiatrique. Elle meurt trois semaines après avoir décidé d'arrêter d'écrire son journal (« Tout a été pour le mieux, je pense, d'une manière particulière »).

## Adaptation télévisuelle
Le livre a été adapté en téléfilm sous le titre Go Ask Alice en 1973 par John Korty, avec Jamie Smith-Jackson dans le rôle d'Alice, William Shatner, Ruth Roman et Andy Griffith.